# 242 v.Chr.
Het jaar 242 v.Chr. is een jaartal volgens de christelijke jaartelling.

## Gebeurtenissen

### Perzië
- Koningin-moeder Laodice brengt Seleucus II Callinicus ertoe zijn macht te delen met zijn broer Antiochus Hierax. Deze laatste vormt onder meer uit Galaten een huurlingenleger en herstelt het koninklijk gezag in Klein-Azië.

### Italië
- In Rome wordt het ambt van praetor peregrinus ingesteld, vooral om het groeiend aantal rechtszaken tussen Romeinse burgers en niet-Romeinen het hoofd te kunnen bieden. De praetor wordt betrokken bij het opstellen van het ius gentium.
- De Romeinse vloot blokkeert op Sicilië de Carthaagse havensteden Drepanum en Lilybaeum (huidige Marsala).

### Griekenland
- Koning Leonidas II verweert zich tegen de hervormingen van de Agis IV en wordt verbannen naar Tegea.
- Cleombrotus II (242 - 240 v.Chr.) uit het huis der Agiaden bestijgt de troon van Sparta.